# 都会公園駅

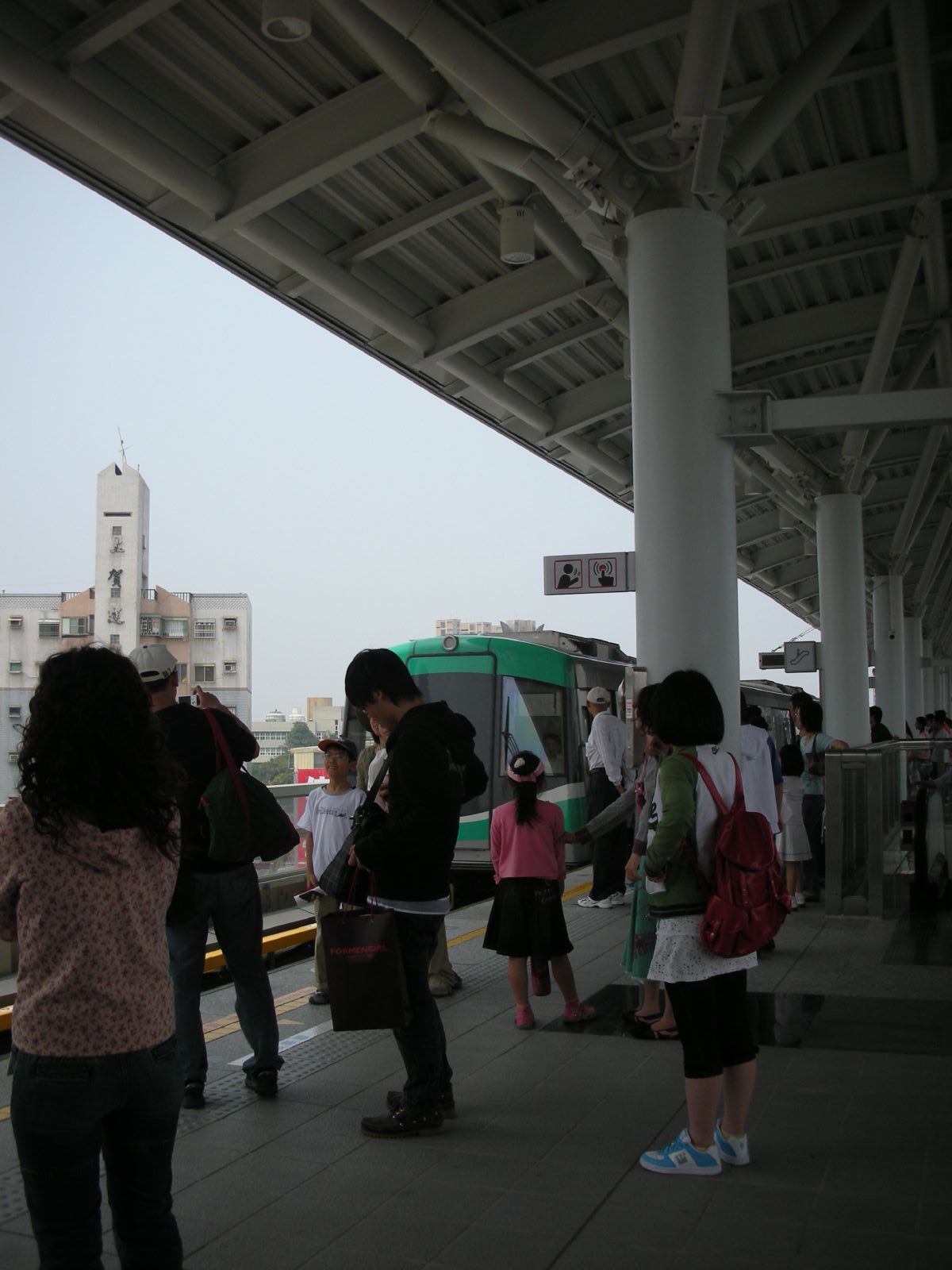
都会公園駅ホーム

都会公園駅（とかいこうえんえき）は台湾高雄市楠梓区にある高雄捷運紅線の駅。高楠公路及青農路交差点に位置し、駅名の由来は当駅の北側にある高雄都会公園からである。駅番号はR21となっている。

## 駅構造
- 島式ホーム1面2線の高架駅であり、3層構造で4箇所の出入口がある。

### 駅階層
| 地上3階      | 1番ホーム                                  | ←■紅線 左営／高鉄・小港方面（後勁駅）   |
| 地上3階      | 島式ホーム、左側のドアが開く               |                                         |
| 地上3階      | 2番ホーム                                  | ■紅線 橋頭火車站・岡山駅方面（青埔駅）→ |
| 地上2階      |                                            |                                         |
| コンコース階 | コンコース、案内所、自動券売機、自動改札口 |                                         |
| 地面         | 出入口                                     | 出入口                                  |

### 駅出口
出口1、2は駅南側、出口3、4は駅北側にあり、出口1にバリアフリーのエレベーターがある。
- 出口1：高楠公路、青農路口
- 出口2：高楠公路、惠心街口
- 出口3：高楠公路、青埔街口
- 出口4：高雄献血センタービル、都会公園(監理南街口)

## 利用状況
| 年   | 年間      | 年間      | 年間      | 年間     | 1日平均 | 1日平均 |
| 年   | 乗車      | 下車      | 乗下車計  | 出典     | 乗車    | 乗下車  |
| ---- | --------- | --------- | --------- | -------- | ------- | ------- |
| 2008 | 625,795   | 630,567   | 1,256,362 | [ 注 1 ] | 2,326   | 4,670   |
| 2009 | 743,147   | 746,799   | 1,489,946 | [ * 2 ]  | 2,036   | 4,082   |
| 2010 | 829,574   | 834,149   | 1,663,723 | [ * 3 ]  | 2,273   | 4,558   |
| 2011 | 922,114   | 925,176   | 1,847,290 | [ * 4 ]  | 2,526   | 5,061   |
| 2012 | 1,054,213 | 1,059,876 | 2,114,089 | [ * 4 ]  | 2,880   | 5,776   |
| 2013 | 1,130,994 | 1,133,260 | 2,264,254 | [ * 4 ]  | 3,099   | 6,203   |
| 2014 | 1,151,414 | 1,154,657 | 2,306,071 | [ * 4 ]  | 3,155   | 6,318   |
| 2015 | 1,081,189 | 1,088,223 | 2,169,412 | [ * 4 ]  | 2,962   | 5,944   |
| 2016 | 1,083,214 | 1,099,665 | 2,182,879 | [ * 4 ]  | 2,960   | 5,964   |
| 2017 | 1,088,179 | 1,107,021 | 2,195,200 | [ * 4 ]  | 2,981   | 6,014   |
| 2018 | 1,132,041 | 1,141,551 | 2,273,592 | [ * 4 ]  | 3,101   | 6,229   |
| 2019 | 1,135,821 | 1,141,401 | 2,277,222 | [ * 4 ]  | 3,112   | 6,239   |
| 2020 | 944,825   | 948,961   | 1,893,786 | [ * 4 ]  | 2,581   | 5,174   |

- 統計に関する出典

註釈
1. ↑  3月8日開業後の運営日数は296日だが、統計は有料化開始の4月7日以降269日で算出している[* 1] ）

出典
1. ↑  （繁体字中国語）高雄捷運公司 (2009年1月10日). “高雄都會區大眾捷運系統各站旅運量統計表”.   高雄市政府交通局. p. 頁10. 2019年5月5日閲覧。
2. ↑  （繁体字中国語）“高雄都會區大眾捷運系統各站旅運量統計表 中華民國98年”.   高雄市政府捷運工程局. p. 13 (2009年1月10日). 2019年10月27日閲覧。
3. ↑  （繁体字中国語）“高雄都會區大眾捷運系統各站旅運量統計表 中華民國99年”.   高雄市政府捷運工程局. p. 13. 2019年10月27日閲覧。
4. ↑  （繁体字中国語）“高雄都會區大眾捷運系統各站旅運量-年 依 年, 捷運站別 與 入出站”.   高雄市政府交通局 (2021年3月12日). 2021年3月12日閲覧。 高雄市統計資訊服務網

## 歴史
- 2008年3月9日 - 高雄捷運紅線の橋頭〜小港」間開通に合わせて、中間駅として開業。[1]。

## 隣の駅
高雄捷運
■紅線
青埔駅 - 都会公園駅 - 後勁駅